# Xyrichtys koteamea
Xyrichtys koteamea är en fiskart som beskrevs av Randall och Allen 2004. Xyrichtys koteamea ingår i släktet Xyrichtys och familjen läppfiskar. IUCN kategoriserar arten globalt som otillräckligt studerad. Inga underarter finns listade i Catalogue of Life.